# Václav Adolf Kovanič
Václav Adolf Kovanič (27. září 1911, Javoří – 28. března 1999, Kyjov) byl český sochař a medailér.

## Život
Jeho otec působil v Újezdě u Znojma, kde Václav Adolf Kovanič vyrůstal. Václav Adolf Kovanič vystudoval v letech 1927 až 1931 Státní průmyslovou školu sochařskou a kamenickou v Hořicích, následně Uměleckoprůmyslovou školu v Praze u profesora Josefa Mařatky a v letech 1936 až 1939 Akademii výtvarných umění v Praze u profesora Otakara Španiela.
Po uzavření vysokých škol v roce 1939 si vybudoval ateliér v Hovoranech. Studium na Akademii výtvarných umění dokončil v roce 1946. Do roku 1954 pobýval v Praze, ale z politických důvodů ji musel opustit. Následně se vrátil do Hovoran, kde žil a tvořil až do konce života.

## Dílo
Je autorem stovek medailí a také množství figurálních plastik především z olova, terakoty a mramoru. V medailérské tvorbě se věnoval významným českým i zahraničním umělcům a vědcům (Gregor Mendel, Jan Evangelista Purkyně, Jan Amos Komenský, Leoš Janáček, Joža Uprka, Jaroslav Hašek, Ludwig van Beethoven, Ema Destinnová, Eliška Krásnohorská aj.). Proslavil se sérií šestnácti portrétních medailí na veterinární vědce a pedagogy pro Vysokou školu veterinární v Brně a sérií portrétu prvních moravských archeologů a antropologů umístěných v Moravském zemském muzeu v Brně. Největší část uměleckých děl z jeho pozůstalosti včetně skic a sádrových modelů je uložena v Moravském zemském muzeu v Brně.

## Členství v uměleckých sdruženích
Od roku 1940 až do rozpuštění spolku v roce 1959 byl členem Sdružení výtvarných umělců moravských . Po znovuobnovení tohoto sdružení v roce 1990 se stal jeho předsedou.